# Caihong juji
Caihong juji — вид динозаврів клади Paraves, рештки знайдені в Китаї, жили у пізньо-юрський період. Рід Caihong є монотиповим та включає вид Caihong juji.

## Назва

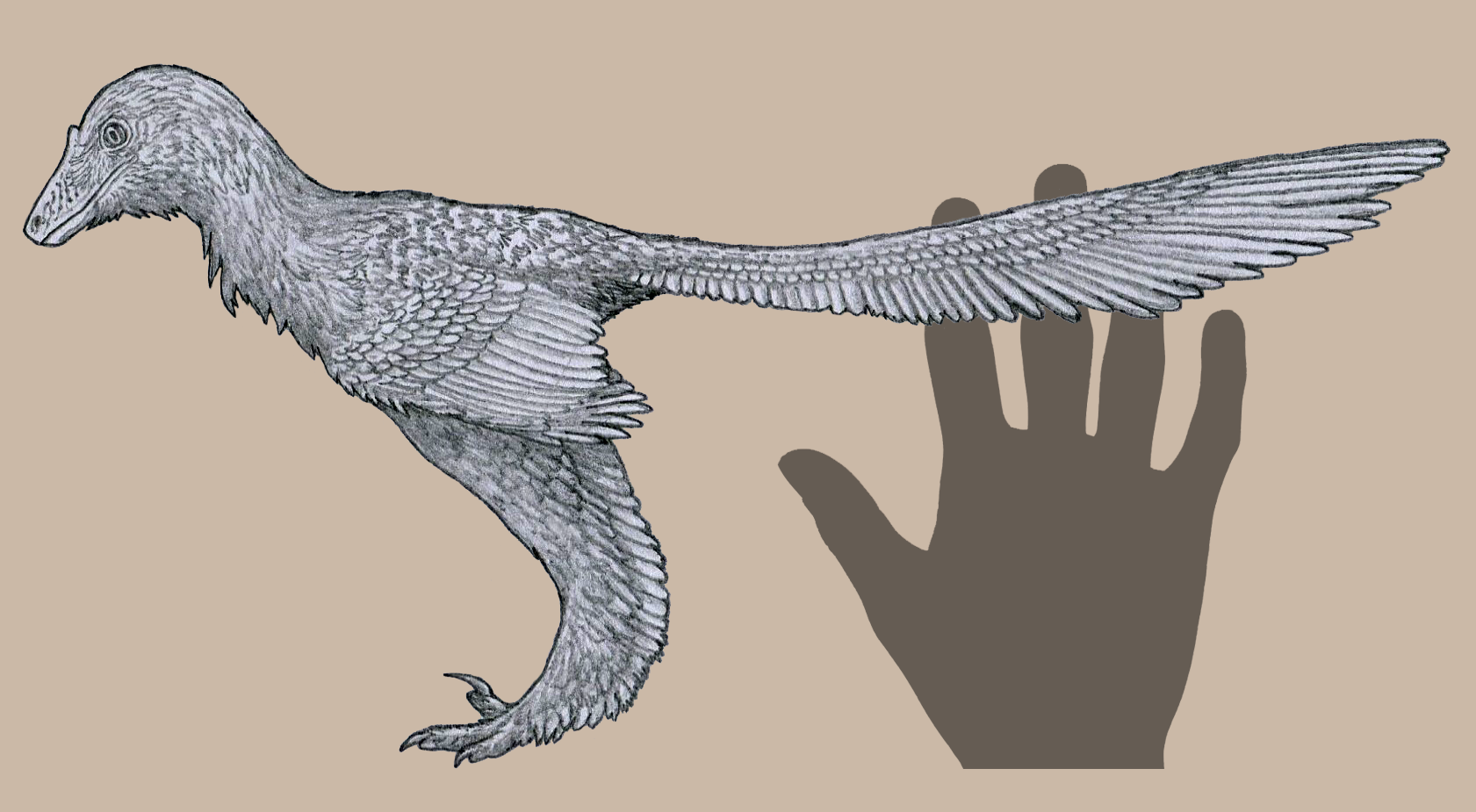
Порівняння розмірів (реконструкція з гребенем)

Автори роботи під керівництвом Зіня Зу (Xing Xu) з Інституту палеонтології та палеоантропології хребетних Академії наук Китаю та Донжі Ху (Dongyu Hu) з Шеньянського нормального університету досліджували скам'янілості пір'я за допомогою скануючої електронної мікроскопії. Вони виявили наноструктури, схожі за розміром і формою на меланосоми сучасних птахів сучасних птахів, які містять пігмент меланін, що надає забарвлення пір'ям. Дослідники порівняли структури, виявлені у динозавра з пташиними меланосомами, і дійшли до висновку, що морфологія деяких з них (що знаходилися на голові, шиї та біля основи хвоста ящера) схожа на морфологію меланосом колібрі, які надають пір'ю яскраві, веселкові кольори. Але більша частина тіла рептилії була покрита сірими або чорними пером, що нагадують за кольором оперення пінгвінів. Новий вид отримав свою назву на честь яскравого забарвлення. Caihong juji можна перекласти з китайської, як «веселка з великим гребенем».

## Відкриття

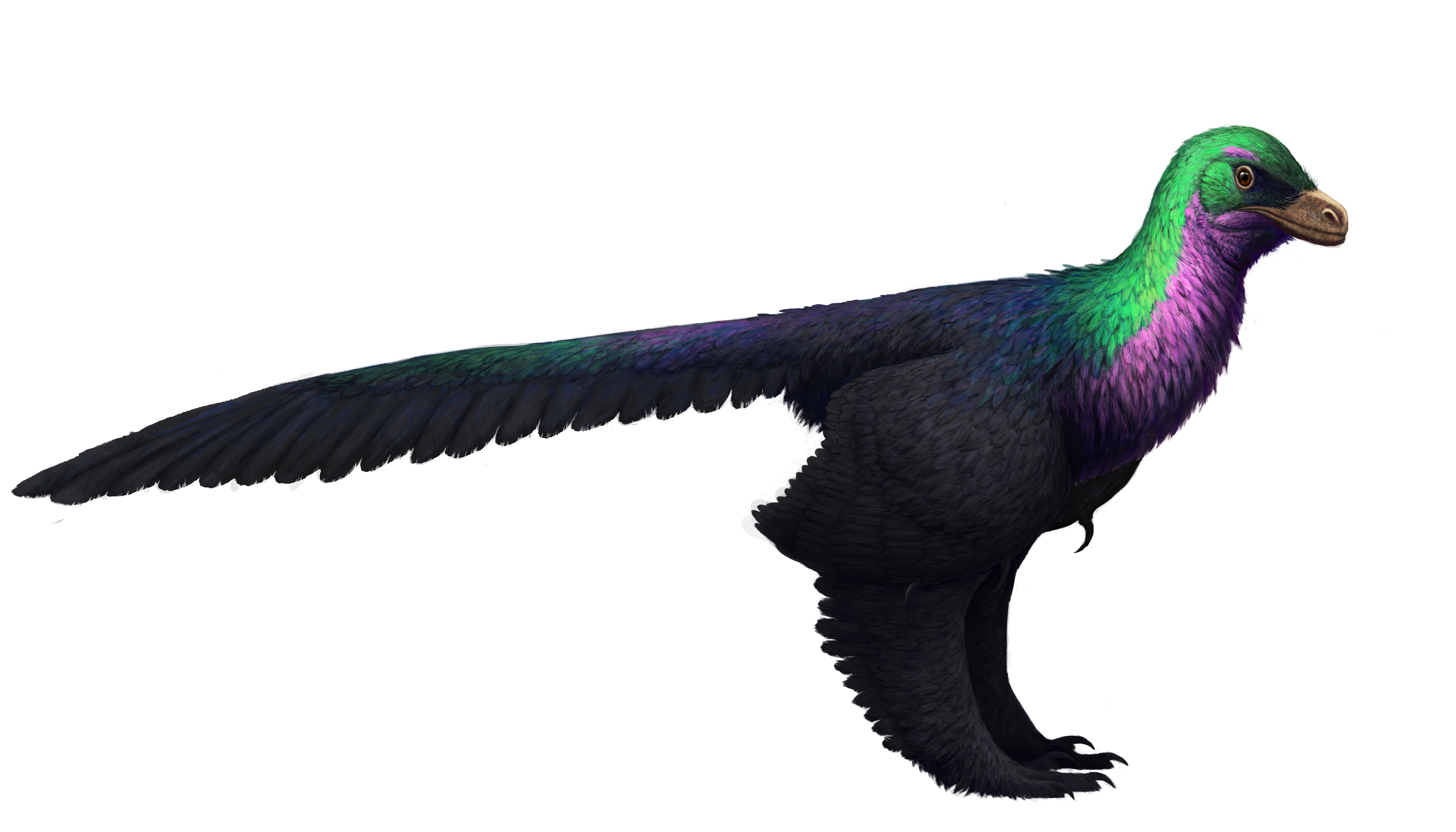
Художня реконструкція (без гребеня)

Скам'янілості невідомого виду були знайдені фермером з провінції Хебей на північному сході Китаю у 2014 році, у формації Яньляо, мають вік приблизно 160 мільйонів років.

## Опис

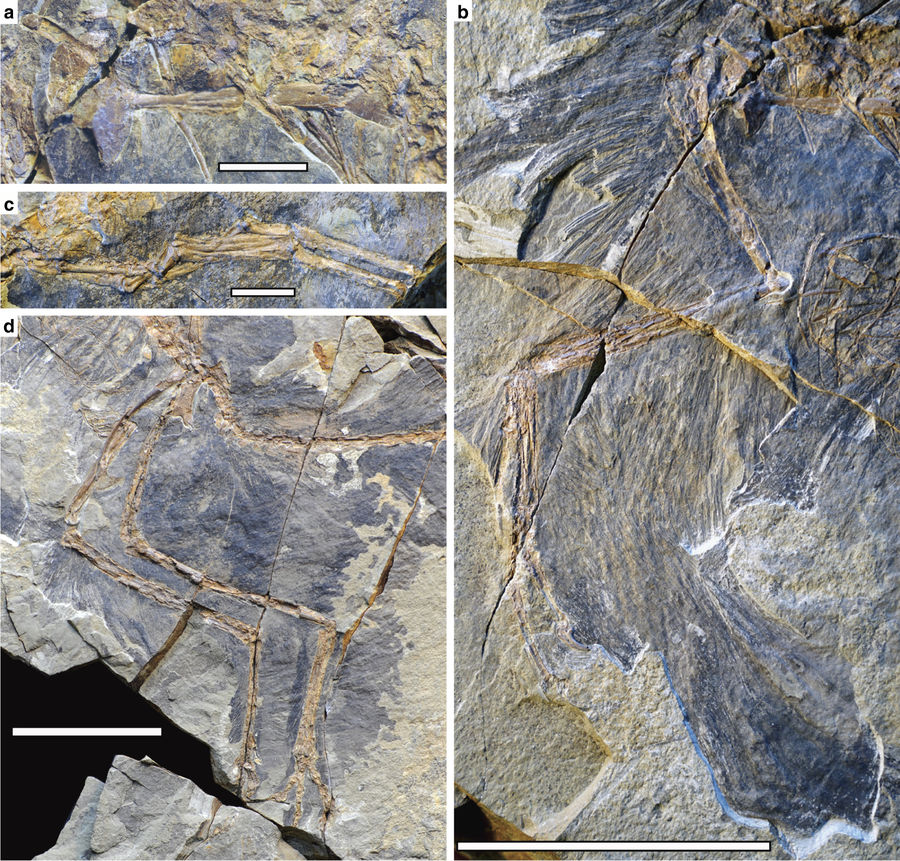
The shoulder girdle and limbs of PMoL-B00175

Новий вид належить до підряду тероподів хижих динозаврів. Зберігся майже повний скам'янілий скелет і в багатьох місцях відбитки пір'я. Голотип є невеликим, близько 40 см завдовжки, і важив близько 475 грамів, мав довгий вузький череп, гребінь на морді який виступає у верх та вбік, відносно короткі кінцівки та довгий хвіст з асиметричним пір'ям. Розмах крил його крил приблизно 44 см враховуючи те що розмах крил приблизно у 2.1 рази більше ніж саме  крило яке було близько 21 см. 
Автори опису відзначили низку унікальних морфологічних ознак (аутапоморфій). Серед них — передньоочноямкові, верхньощелепні та передщелепні отвори у черепі. Крім того, у передньоочноямковій ямці є додаткові отвори, а у верхній щелепі — ще один, що відкривається позаду й нижче передщелепного. У цього виду клубова кістка коротка: її довжина менше половини довжини стегнової, проте все одно більша, ніж у більшості інших теропод. Усі ці ознаки унікальні в межах клади Paraves.
Крім того, Caihong відрізняється від близькоспоріднених родів біоти Яньляо, таких як Eosinopteryx та Anchiornis, через наявність виражених слізних гребенів, подовжених пеннасних пір’їн на кінцівках та хвостового пір’я з великими асиметричними лопатями. 

##### Скелет

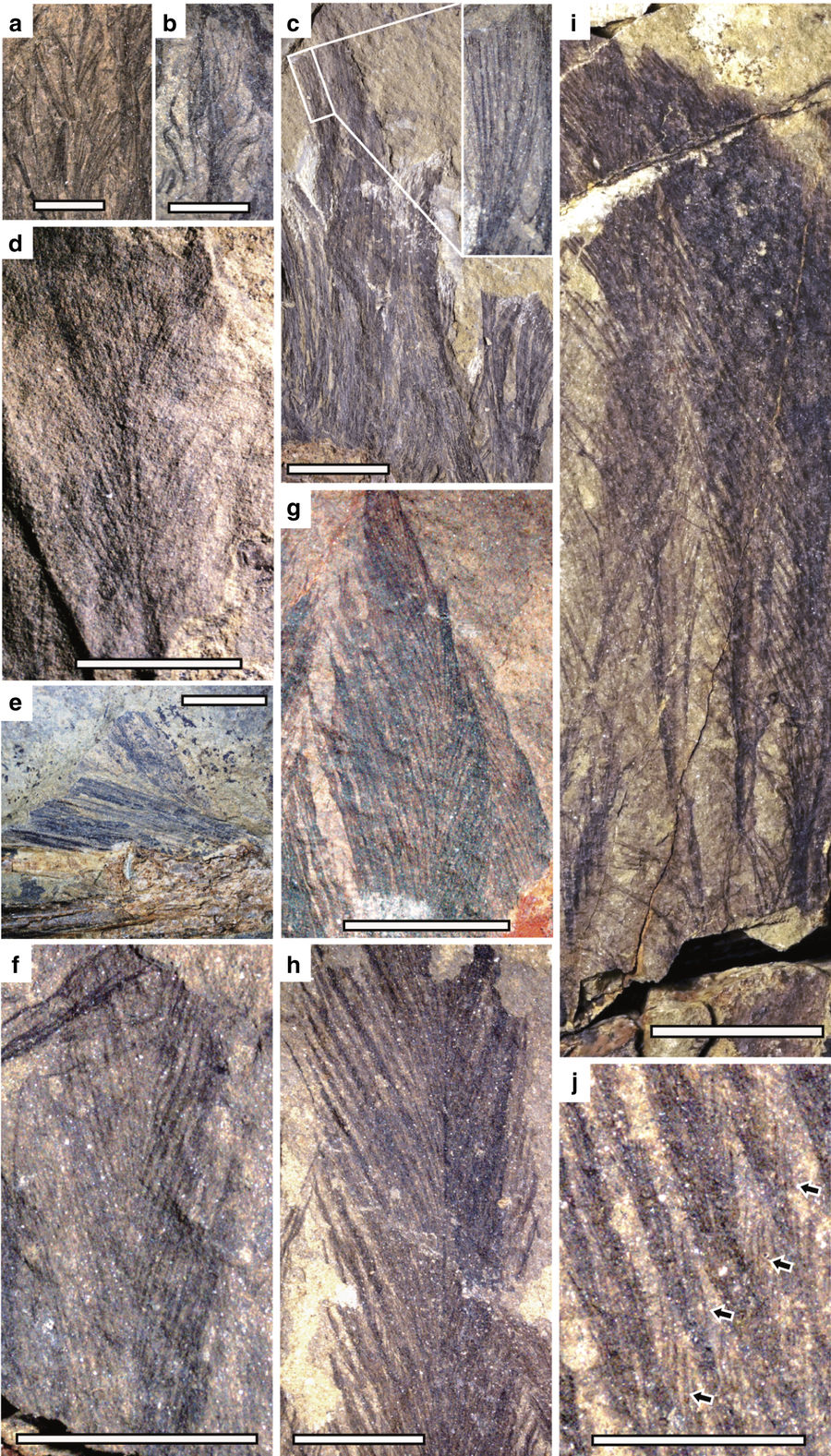
Розпушення на різних ділянках PMoL-B00175

Череп Цайхонга має довжину 67,6 міліметрів. Він низький і видовжений, дещо схожий на череп велоцираптора, лише трохи коротший за стегнову кістку. Ніздря велика та овальної форми. Еліптичне верхньощелепне вікно, отвір перед передньоочноямковим вікном, велике та розташоване посередині передньоочноямкової ямки. Саме передньоочноямкове вікно займає лише 40% довжини цього заглиблення. Ці вікна доповнені великим промаксилярним вікном у передній частині передньоочноямкової ямки, подібним до того, що має археоптерикс, а також додатковим меншим отвором (допоміжним вікном), розташованим трохи нижче промаксилярного вікна, між ним та верхньощелепним вікном. Перегородка, що відділяє верхньощелепне вікно від передньоочноямкового, пронизана з'єднувальним каналом, який є типовою рисою троодонтів. Очниця довша, ніж висока. Перед цією орбітою слізна кістка має довгий і міцний рогоподібний відросток, орієнтований убік біля основи та поступово вигнутий вгору на кінчику.
Зазвичай вигнуті зуби тонкі та щільно розташовані в передній частині щелеп, наприклад у передньощелепній кістці та передній частині зубного апарату нижньої щелепи. У задній частині зуби стають більшими та розташованими на значній відстані один від одного. Зубний ряд у верхній щелепі надзвичайно довгий, доходить до рівня нижче передньої частини очниці. Передні зуби, включаючи перші верхньощелепні, не мають зазубрин. Зуби посередини зубного апарату вигнуті трохи сильніше та мають зазубрені задні краї. У задній частині зубного апарату зуби короткі та товсті, із зазубринами як на медіальному, так і на дистальному краях.
Caihong juji, ймовірно, має десять шийних хребців, тринадцять задніх хребців, п'ять крижових хребців і 26 хвостових хребців. Спинні хребці не мають плевроцелів
. Хвіст короткий, довжиною 178 міліметрів. Перехід до середнього хвоста, визначений як точка, за якою повністю відсутні поперечні відростки, розташований між сьомим і восьмим хребцями. Хребці, що знаходяться ближче до задньої частини тіла, поступово стають більш видовженими.
Плече відносно коротке, дорівнює 60% довжини задніх кінцівок. Особливо плечова кістка коротка, 42,1 міліметрів завдовжки, з 60% довжини стегнової кістки, порівняно з 100% у Anchiornis. Ліктьова кістка довша за плече, ознака, яка зазвичай у тероподів обмежується літаючими птахами. Ліктьова кістка має довжину 47,2 міліметрів і лише злегка вигнута. У кисті перша п'ясткова кістка (застосовуючи традиційну нумерацію, в якій три пальці — перший, другий і третій) та перший палець довгі, третя п'ясткова кістка міцна, а третя фаланга третього пальця довша за першу та другу фаланги разом узяті, що є типовими пропорціями троодонтів.
У тазу лопатка клубової кістки розташована задовго до положення кульшового суглоба, але коротка та злегка вигнута вниз позаду нього. Лонна кістка (лобкова кістка) трохи спрямована назад. Вона закінчується гачкоподібною «лапкою», як у Unenlagiidae. Сіднична кістка має довжину 20,5 міліметрів. Вона відносно коротка та широка при вигляді збоку, утворюючи плоский ремінь. Її запиральний відросток на передньому краї має прямокутний профіль, що рідко зустрічається серед целурозаврій: окрім анхіорніса та археоптерикса, всі інші целурозаври мають трикутний відросток.
Задня кінцівка довша, у 3,1 раза за тулуб. Стегнова кістка видовжена і має довжину 70,9 міліметра. Великогомілкова кістка має довжину приблизно 82 міліметри. Вона зрощена з кістками верхньої частини щиколотки у великогомілкову кістку. Третя плюснева кістка має довжину 49 міліметрів і зверху дещо затиснута другою та четвертою плюсневими кістками. Перший палець відносно короткий. Другий палець має невеликий висувний серповидний кіготь.
Оперення та забарвлення
Скам'янілість оточена широкою зоною пір'я, серед якого помітні лише морда та кігті. Ці пір'я не є відбитками; вони є залишками оригінального оперення. Розщеплення плити та контрплити виявило складне нашарування оперення. Щільність видимих стрижнів та борідок настільки велика, що важко ідентифікувати окремі пір'я. Те, як вони збереглися зараз, може не відображати їхнього оригінального стану та положення.
Контурне пір'я тіла Caihong juji відносно довше, ніж у інших непташиних динозаврів. На черепі та шиї є два типи пір'я: перше — жорстке, довжиною два сантиметри; інше — довжиною один сантиметр і більш хвилясте. На грудях та кінцівках видно чотирисантиметрове пір'я з паралельними прямими та товстими борідками. Жодне з цих контурних пір'їн не можна точно ідентифікувати як пеннасне з закритими лопатями.
Скам'янілі пір'я Caihong juji мали наноструктури, які були проаналізовані та інтерпретовані як меланосоми, що демонструє схожість з органелами, які створюють чорний райдужний колір у сучасних птахів. Інші пір'я, знайдені на голові, грудях та основі хвоста, зберігають сплющені шари тромбоцитоподібних меланосом, дуже схожих за формою на ті, що створюють яскраві райдужні відтінки в пір'ї сучасних колібрі. Однак ці структури здаються твердими та не мають бульбашок повітря, тому внутрішньо більше схожі на меланосоми у трубачів, ніж у колібрі. Caihong juji є найдавнішим відомим свідченням тромбоцитоподібних меланосом.